# Asesinato de Fátima Cecilia
El asesinato de Fátima Cecilia hace referencia a la desaparición y asesinato de una niña de 7 años, cuyo cuerpo fue encontrado en un terreno baldío en Xochimilco, Ciudad de México. La menor desapareció el 11 de febrero de 2020 y cuatro días más tarde, el 15 de febrero, apareció muerta en una bolsa de basura con signos de violencia física y abuso sexual. El asesinato de Fátima causó conmoción en México y sensibilizó a la sociedad en torno al fenómeno de los feminicidios.El miércoles 30 de abril sus agresores fueron declarados culpables y condenados a 170 años de prisión.

## Hechos

### Desaparición
Fátima Cecilia (Ciudad de México, 8 de enero de 2013 — Tláhuac, Ciudad de México, 15 de febrero de 2020) cursaba el primer año de primaria en la Escuela Enrique C. Rébsamen en la alcaldía de Xochimilco. El 11 de febrero, al salir de la escuela fue recogida por una mujer que vestía un suéter a rayas y falda negra, y trasladada por la calle Ignacio Zaragoza de la colonia Santiago Tulyehualco, según lo consignado por las cámaras de videovigilancia.
El miércoles 12 de febrero, su familia denunció la desaparición de Fátima ante la Fiscalía Desconcentrada de Tláhuac. Fueron canalizados a la FIPEDE en Azcapotzalo, lugar en el que se comenzó la carpeta de investigación y se emitió una Alerta AMBER.
El sábado 15 de febrero el personal Preventivo de la Secretaría de Seguridad Ciudadana encontró el cuerpo de la niña. Fue localizado en una bolsa plástica y presentaba signos de violencia física y abuso sexual. A partir de ese momento se inició una carpeta de investigación con el agravante de feminicidio.

### Autopsia
El 19 de febrero la fiscal General de Justicia de la Ciudad de México, Ernestina Godoy Ramos, declaró a la prensa que la menor de 7 años había sido torturada y violada sexualmente luego de la necropsia realizada por Instituto de Ciencias Forenses (Incifo).
Tras ello su cuerpo fue finalmente entregado a la familia y durante su entierro en el Panteón de Santiago Tulyehualco, asistió mucha gente que se conmovió con su caso.

### Captura de los posibles responsables
En la noche del 19 de febrero de 2020, fueron detenidos los presuntos secuestradores y asesinos de Fátima, Mario Reyes y Giovana Cruz, quienes se encontraban en el municipio Isidro Fabela del Estado de México. Tres personas alertaron a elementos de la Guardia Nacional que sabían dónde se encontraban las personas que buscaban, pues se habían difundido fotografías a través de los medios de comunicación para que la población participara en la identificación de los presuntos responsables.

### Sentencia
El día 30 de abril de 2025 el Tribunal Superior de Justicia de la Ciudad de México dio a conocer la sentencia de 170 años a Alberto Reyes y Giovana Cruz identificados como responsables del secuestro y feminicidio de la menor. La sentencia fue de 100 años por el delito de secuestro y 70 años por el feminicidio.

## Reacciones

### Contexto y antecedentes
En 2020 se estima que en México cada día mueren asesinadas 10 mujeres. El 2019 se registraron 1009 feminicidios en el país, un aumento del 10 % respecto a los 891 casos del 2018. Un poco más de una semana antes, el asesinato de Ingrid Escamilla, una mujer de 25 años, y la difusión de las fotos de su cadáver había generado una ola de indignación en el país. Al 23 de febrero de 2020, incluyendo este caso, 265 mujeres fueron asesinadas en México.

### Poder legislativo
Durante la sesión del martes 18 de febrero la cámara baja del Congreso de México guardó un minuto de silencio por la muerte de Fátima. Ese día la cámara de diputados aprobó un aumento de las penas por feminicidio luego del asesinato de Fátima Cecilia: ante abusos sexuales a menores la pena de 10 años de cárcel aumentó a 18 años.

### Movilizaciones
Los colectivos sociales en contra de la violencia de género convocaron un paro nacional de mujeres para el 9 de marzo de 2020 bajo el lema «¡El nueve ninguna se mueve!».